# Andrew Feustel
Andrew Jay Feustel, detto Drew (Lancaster, 25 agosto 1965), è un ex astronauta e geofisico statunitense.
Venne selezionato dalla NASA come astronauta nel 2000. Partecipò a due missioni Shuttle, STS-125 (2009) e STS-134 (2011), e a una missione di lunga durata Expedition 55/56 (2018), a bordo della Stazione spaziale internazionale (ISS).

## Biografia

### Carriera accademica
Conseguì una laurea in scienze al Oakland Community College, una laurea in Scienze della Terra solida e un master in Geofisica all'Università Purdue. Durante il master lavorò come Assistente Ricercatore e Assistente Professore al Dipartimento delle scienze terrestri e atmosferiche dell'Università Purdue. La sua tesi riguardò le misurazioni delle proprietà fisiche dei campioni di roccia soggetti ad un'elevata pressione idrostatica che simula gli ambienti della crosta terrestre profonda. Nel 1991, si trasferì a Kingston per conseguire un dottorato in Scienze geologiche con specializzazione in Sismologia alla Queen's University a Kingston, in Canada, dove lavorò come Assistente Ricercatore e Assistente Professore fino al 1995. La sua tesi di Dottorato investigò sull'attenuazione delle onde sismiche nelle miniere sotterranee e le tecniche di misurazione e le applicazioni di caratterizzazione del sito. Dopo il dottorato per tre anni lavorò come Geofisico per la società ESG Solutions, installando e operando l'equipaggiamento per il monitoraggio delle scosse microsismiche nelle miniere sotterranee nel Canada orientale e negli Stati Uniti. Nel 1997 iniziò a lavorare per ExxonMobil a Houston come Geofisico esplorativo, progettando e supervisionando l'operatività dei programmi sismici sulla terra, nei fondali marini e nei pozzi di tutto il mondo.

### Carriera alla NASA

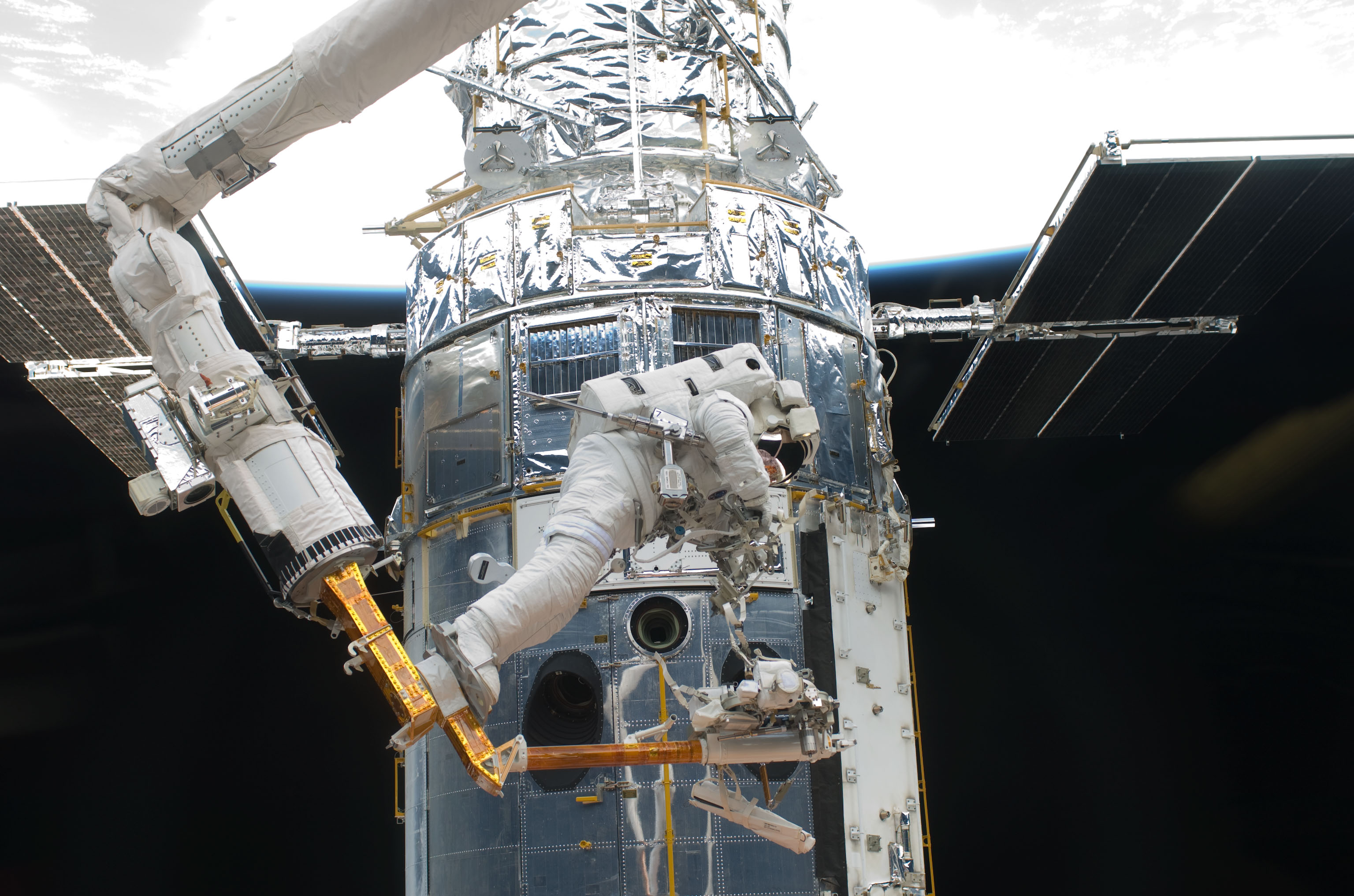
Feustel vicino al telescopio Hubble durante un'EVA del STS-125

Feustel venne selezionato come astronauta del Gruppo 18 della NASA nel luglio del 2000. Nel 2002 completò i due anni d'addestramento base come Candidato Astronauta (ASCAN), qualificandosi poi come operatore del braccio robotico dello Space Shuttle e della Stazione Spaziale, CAPCOM e Astronauta istruttore per l'addestramento EVA al Neutral Bouyancy Laboratory (NBL). Si ritirò dalla NASA il 1º agosto 2023 dopo 23 anni di servizio.
Nei periodi tra una missione e l'altra partecipò a molti addestramenti inclusi l'addestramento di responsabile medico, NEEMO 10 nell'Aquarius a Key Largo, ESA CAVES in Sardegna, NOLS in Alaska e Messico, addestramento di sopravvivenza invernale con le Forze armate canadesi a Valcartier, Desert Rats in Arizona, studi geotecnici in Antartide, pilota del sommergibile monoposto Deepworker 2000 nella Columbia Britannica e NEEMONXT.

#### STS-125
Partì per la sua prima missione spaziale l'11 maggio 2009 a bordo dello Shuttle Atlantis per la missione STS-125, la quinta e ultima missione di riparazione del telescopio Hubble. Il telescopio venne agganciato al vano cargo dello Shuttle per sei giorni, durante i quali i membri dell'equipaggio condussero cinque attività extraveicolari (EVA) necessarie per la riparazione e sostituzione degli strumenti scientifici e l'installazione di nuove batterie, giroscopi e computer. Feustel prese parte a tre EVA insieme a John Grunsfeld passando 20 ore e 58 minuti nello spazio aperto.

#### STS-134
Il 16 maggio 2011 tornò nello spazio con i colleghi della missione Shuttle STS-134, la penultima missione del programma Shuttle. L'obiettivo principale della missione era la consegna alla Stazione del Alpha Magnetic Spectrometer, un rivelatore di particelle dei raggi cosmici utile per rispondere alle domande fondamentali sulla materia e l'origine dell'universo, e di un ExPRESS Logistics Carrier. Durante i sedici giorni di missione Feustel condusse inoltre tre EVA come EV1 con i colleghi Gregory Chamitoff e Michael Fincke per un totale di 21 ore e 20 minuti.

#### Expedition 55/56

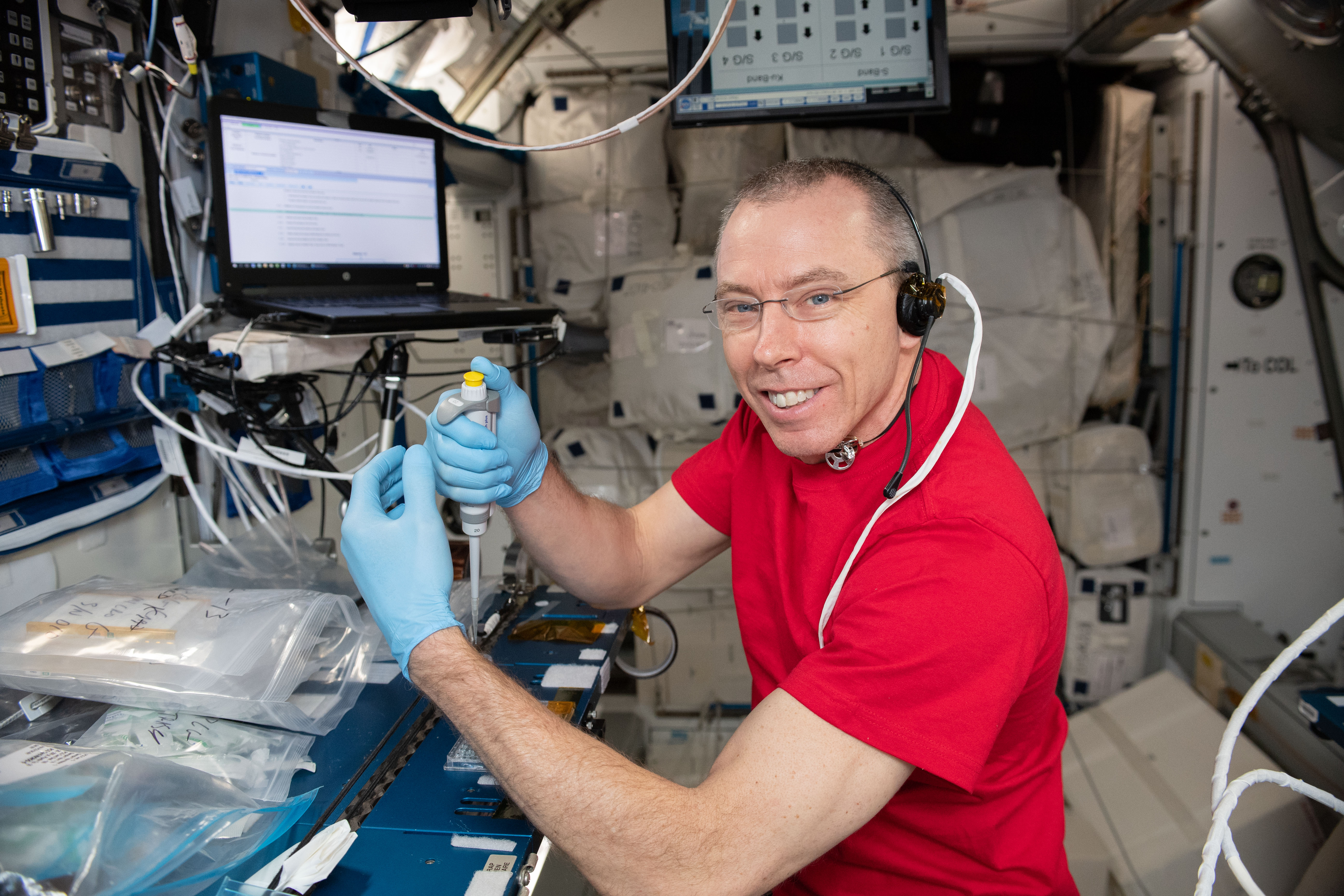
Lavorando nel modulo Harmony durante l'Exp 56

Il 26 giugno 2016 iniziò l'addestramento in Russia sui sistemi della navicella Sojuz MS e del segmento russo della ISS, sulla tuta Sokol e sulla lingua russa al Centro di addestramento cosmonauti Jurij Gagarin della Città delle Stelle. Il mese successivo vicino alla città di Noginsk, insieme a Sergej Prokop'ev e Oleg Artem'ev partecipò all'addestramento di sopravvivenza in acqua, necessario per acquisire le conoscenze indispensabili in caso di atterraggio d'emergenza con la Sojuz in acqua. Il 4 gennaio 2017 venne assegnato all'equipaggio della Sojuz MS-08 (Expedition 55/56), nominando Feustel comandante dell'Expedition 56. Il 7 febbraio 2017 partecipò all'addestramento di sopravvivenza invernale con i colleghi della MS-08 nelle zone boschive e innevate intorno a Mosca. Il mese successivo però, a causa della decisione di Roscosmos di avere un solo cosmonauta in ogni navicella Sojuz, Prokop'ev venne spostato alla Sojuz MS-09, lasciando il posto libero per Richard Arnold a bordo della Sojuz MS-08.
La Sojuz MS-08 partì dal Cosmodromo di Bajkonur il 21 marzo 2018, attraccando alla ISS due giorni dopo. L'11 maggio 2018 Feustel ricevette una laurea ad honorem dalla Università Pudue attraverso un collegamento audio, con l'aiuto di Scott Tingle che agì da decano; Feustel divenne così il secondo astronauta a ricevere una laurea ad honorem nello spazio, il primo era stato Robert Thirsk nel 2009.
Il 2 giugno 2018 Anton Škaplerov, il comandante dell'Expedition 55, cedette il comando della Stazione per l'Expedition 56 a Feustel attraverso la cerimonia di cambio di comando, passandogli simbolicamente la chiave che permette l'apertura dei boccaporti del segmento russo e suonando una campanella.
Durante la missione Feustel svolse centinaia di esperimenti scientifici, manutenzione per la Stazione e partecipò a tre EVA insieme ad Arnold. Si trovava a bordo quando il 29 agosto i controllori a terra rilevarono una piccola perdita di pressione all'interno della ISS, ipotizzando la presenza di un foro causato da un micrometeorite nello scafo della Stazione. Poche ore dopo, l'equipaggio comandato da Feustel individuò il foro nel Modulo orbitale della Sojuz MS-09. Il Controllo missione di Mosca a quel punto preferì sigillare il foro il prima possibile con della colla apposita, nonostante l'insistenza di Feustel nel voler capire meglio la causa del foro e le sue possibili conseguenze. Tornò sulla Terra il 4 ottobre 2018, atterrando nelle steppe del Kazakistan.

## Vita privata
È sposato con Indira Devi Bhatnagar e nel tempo libero si diverte nel restaurare le automobili, suonare la chitarra, praticare sci sulla neve e sull'acqua ed è un appassionato delle gare automobilistiche e motociclistiche.

## Galleria d'immagini

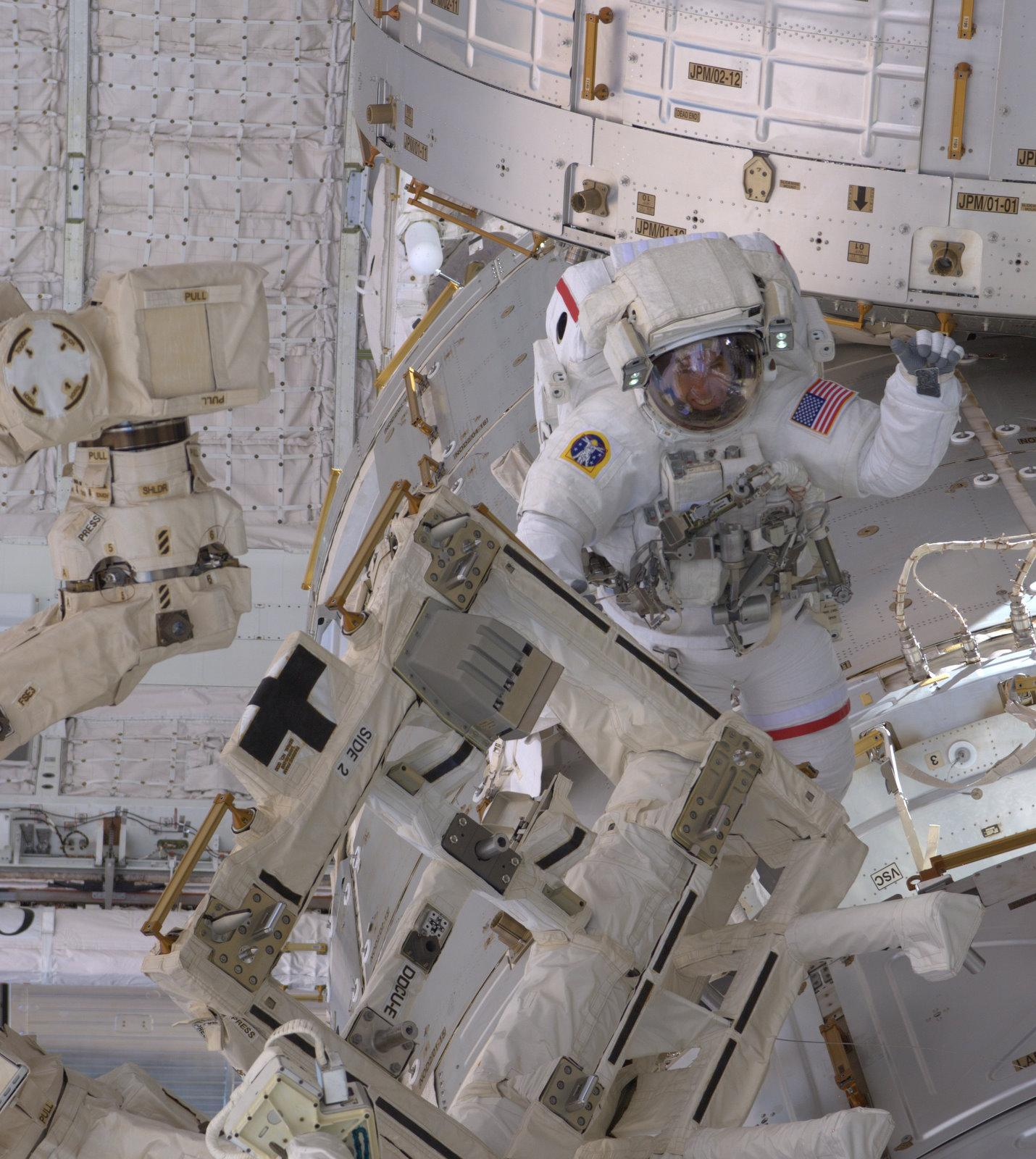
Durante la prima EVA della STS-134
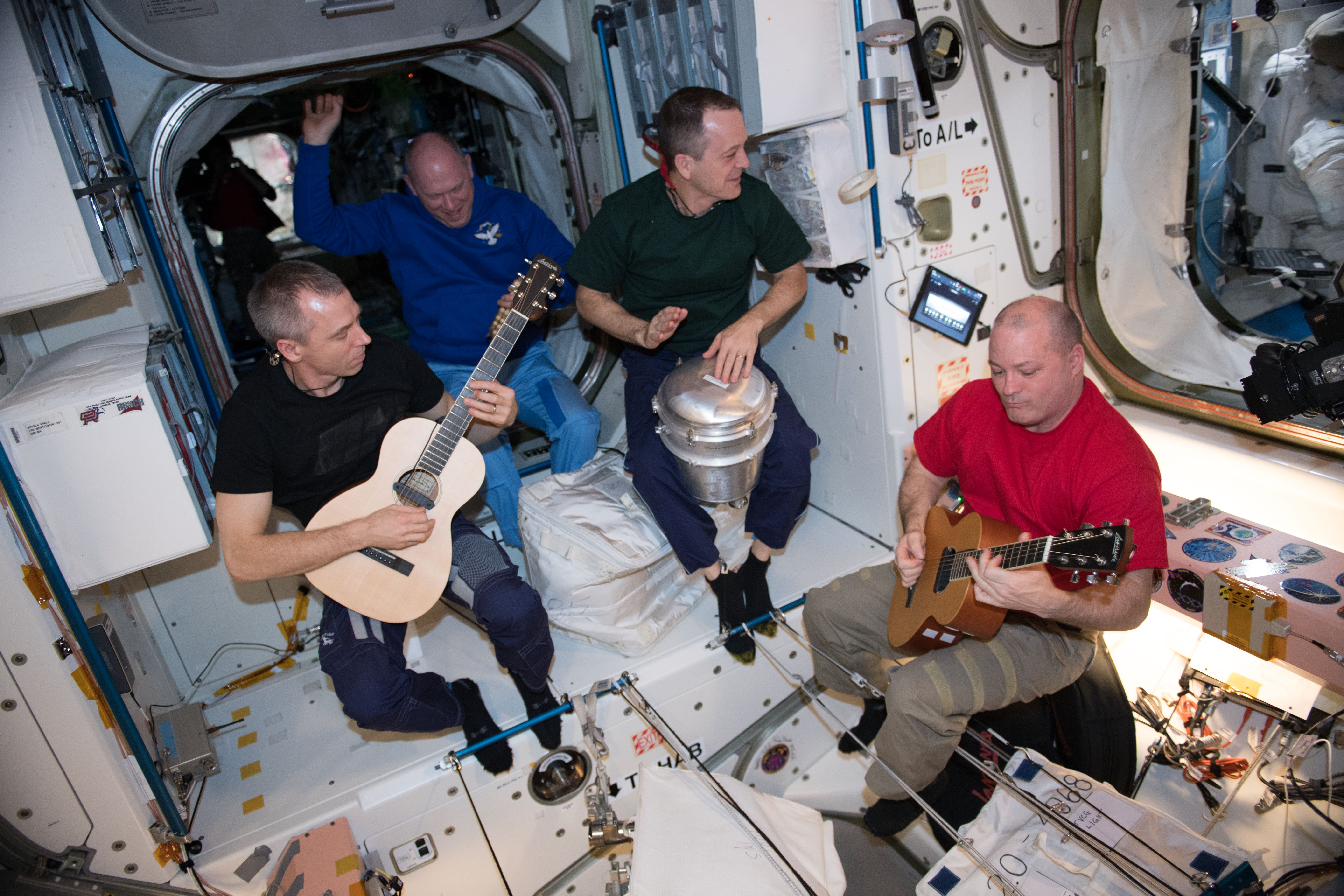
Feustel (sx) e l'equipaggio dell'Exp 55 trascorrono del tempo insieme
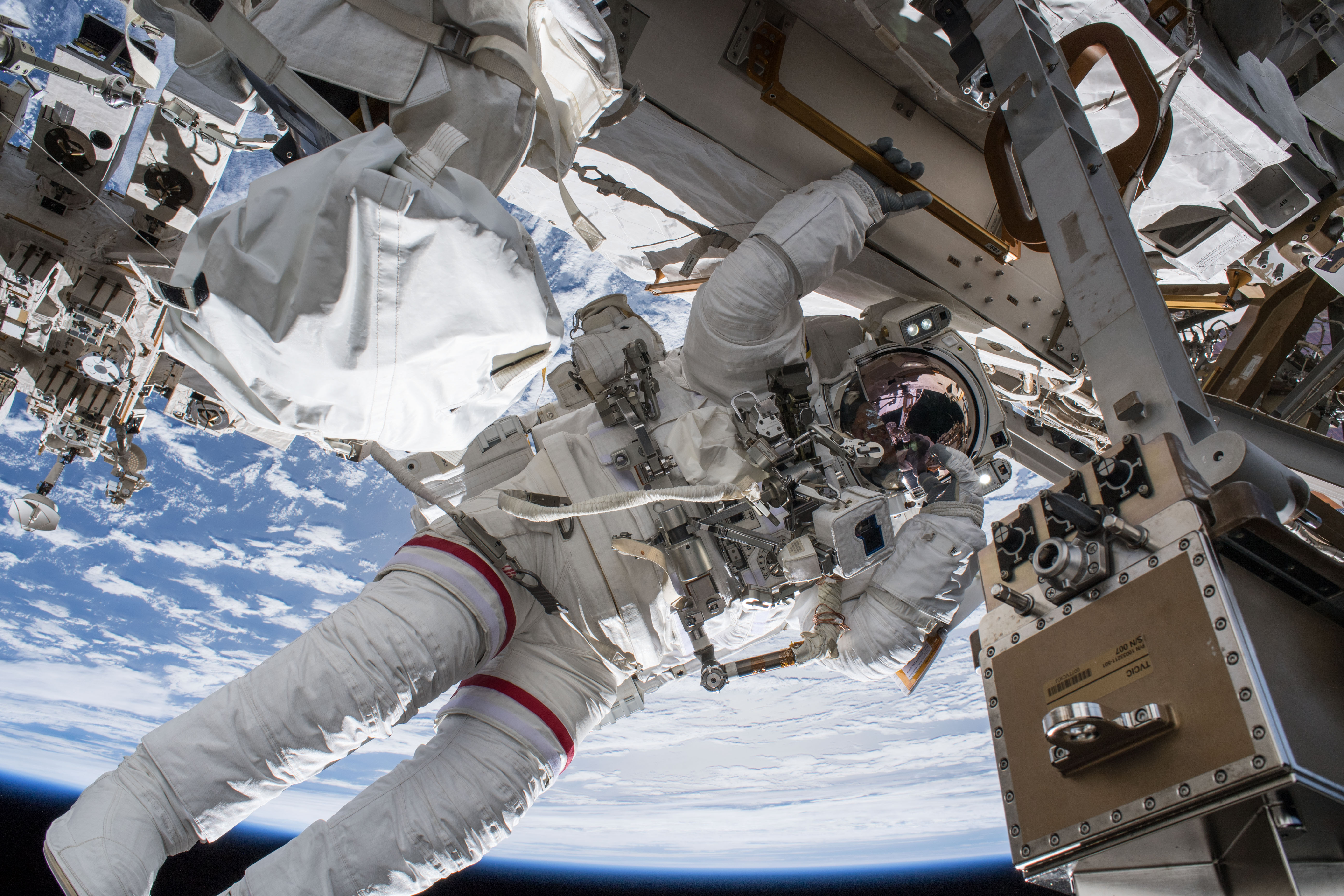
Feustel durante la prima EVA dell'Exp 55
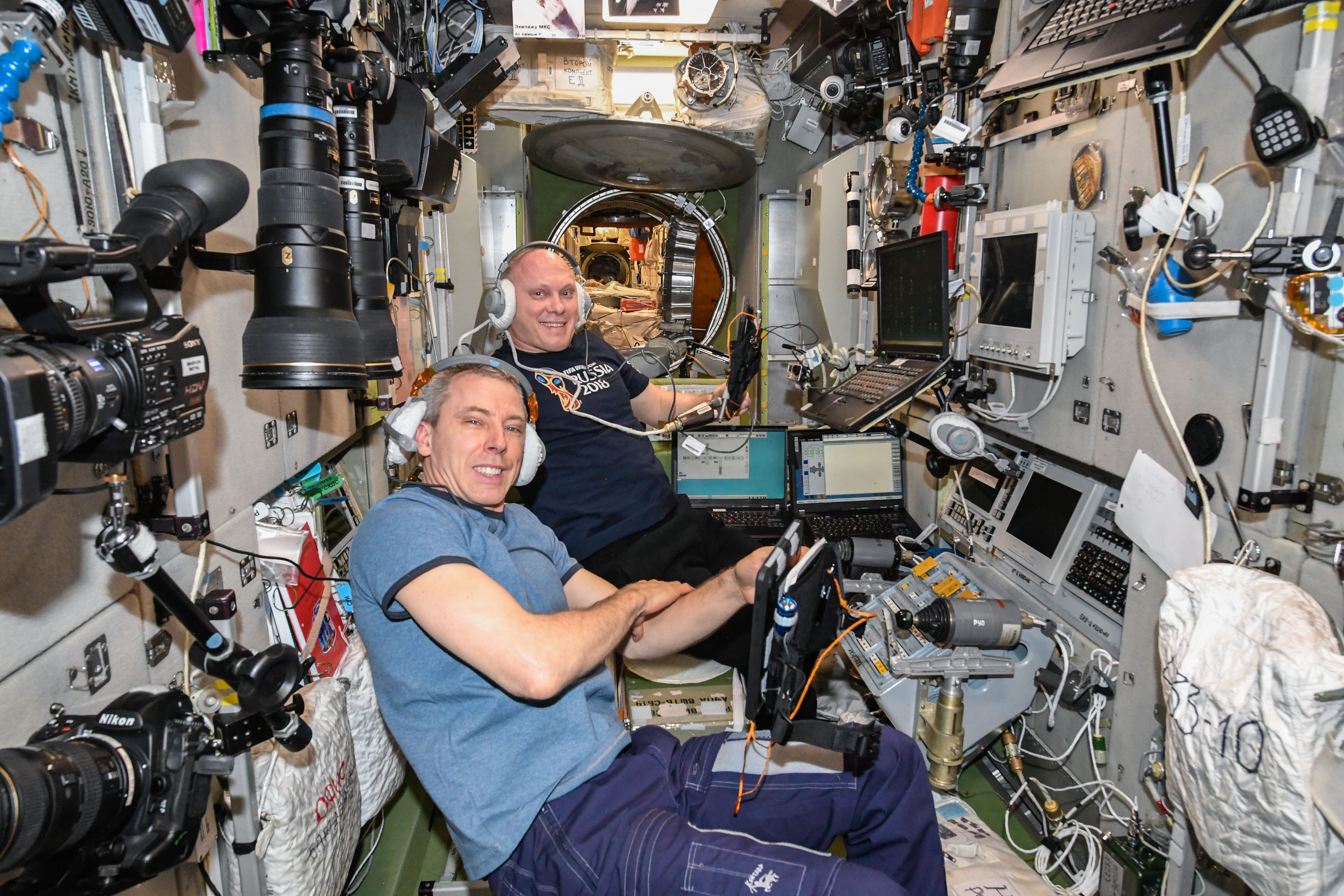
Feustel e Artem'ev ripassano le procedure nel modulo Zvezda in vista del ritorno sulla Terra